# Senecio nemorensis
Il  senecion silvano  (nome scientifico  Senecio nemorensis  L., 1753) è una specie di pianta angiosperma dicotiledone della famiglia delle Asteraceae (sottofamiglia Asteroideae).

## Etimologia
Il nome generico (Senecio) deriva dal latino senex che significa vecchio uomo e fa riferimento al ciuffo di peli bianchi (pappo) che sormonta gli acheni, che ricorda la chioma di un vecchio. L'epiteto specifico (nemorensis) fa riferimento ad habitat boschivi.
Il nome scientifico della specie è stato definito dal botanico Carl Linnaeus (1707-1778) nella pubblicazione Species Plantarum (Sp. Pl. 2: 870) del 1753.

## Descrizione

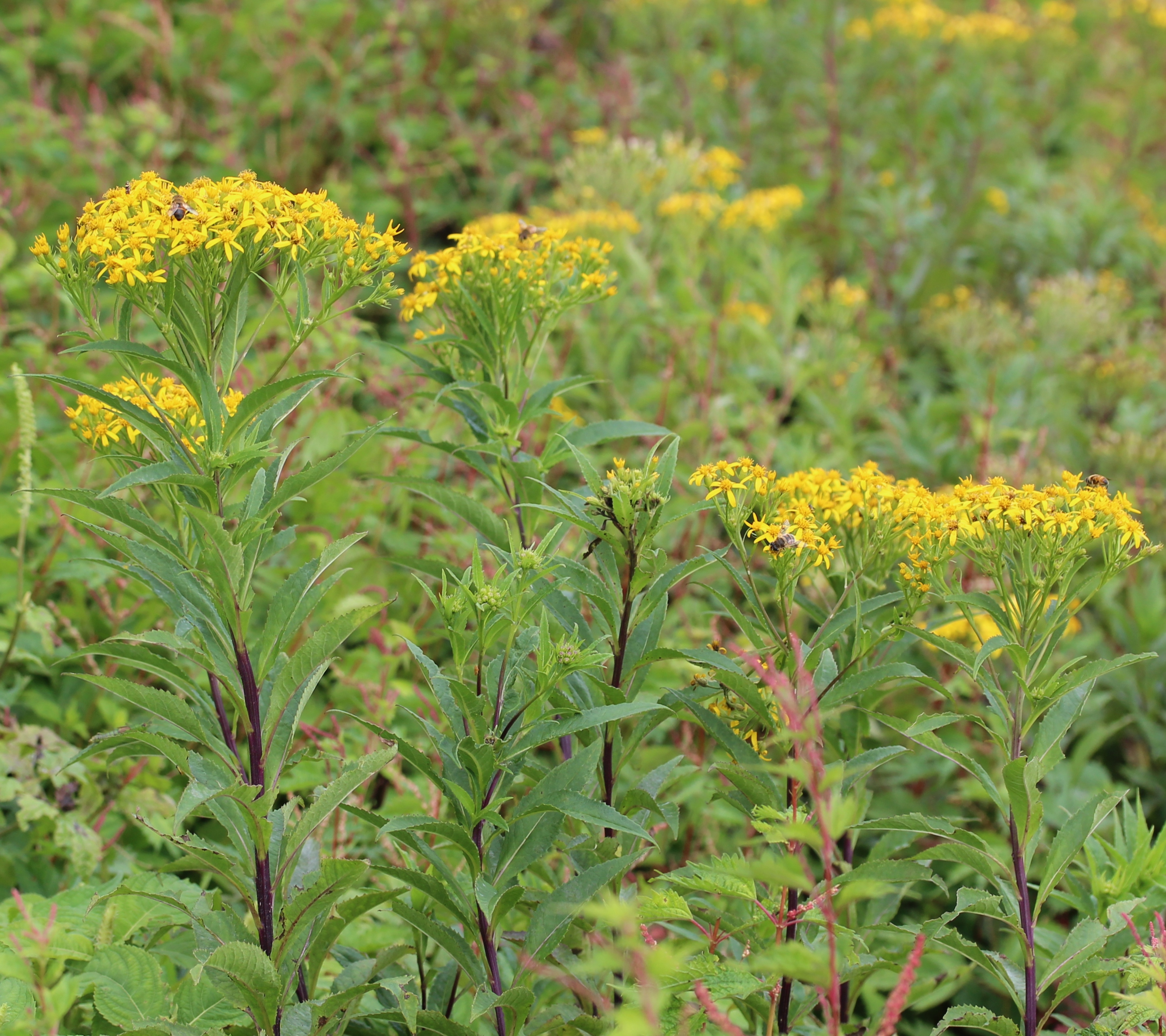
Il portamento

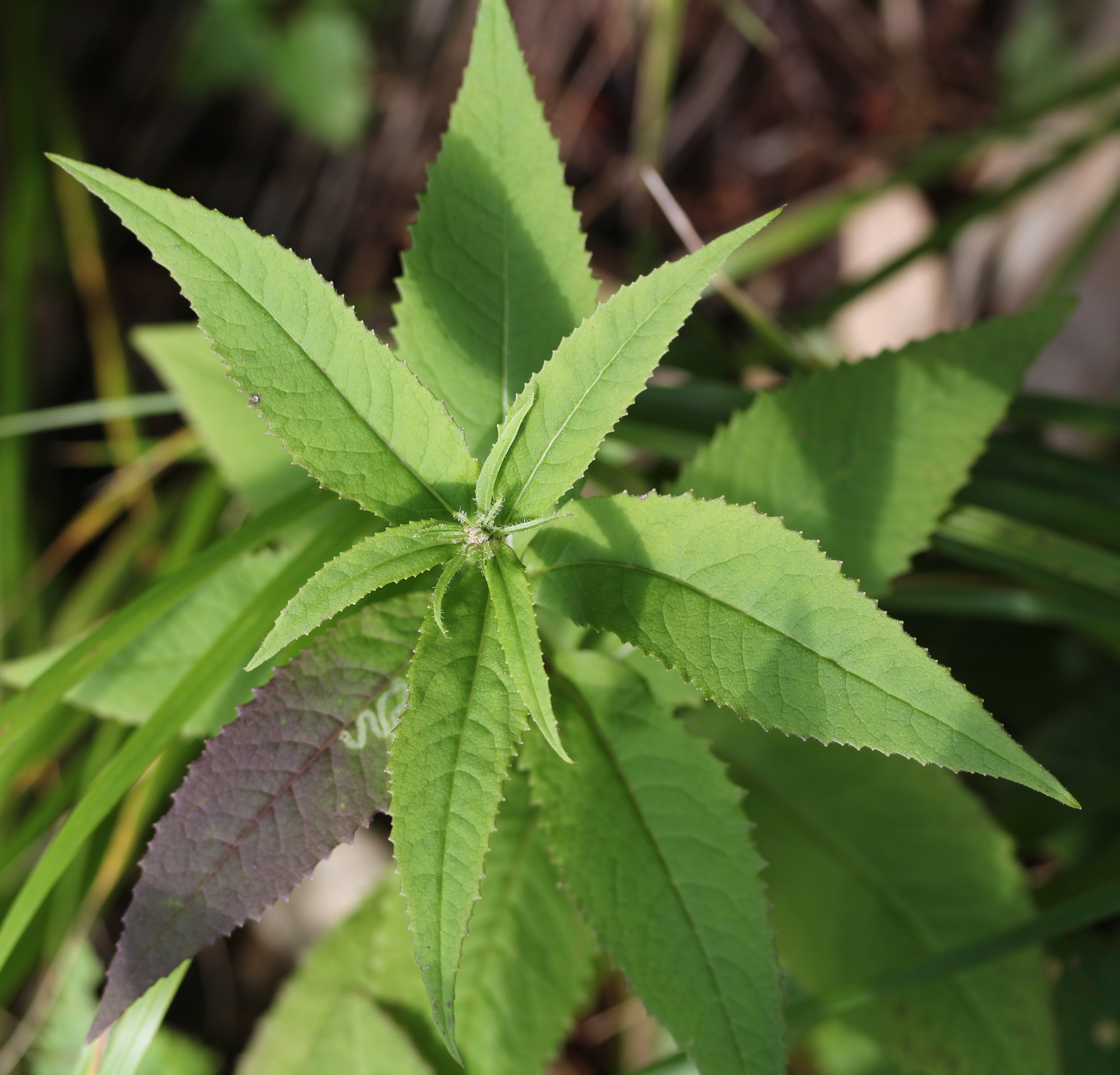
Le foglie

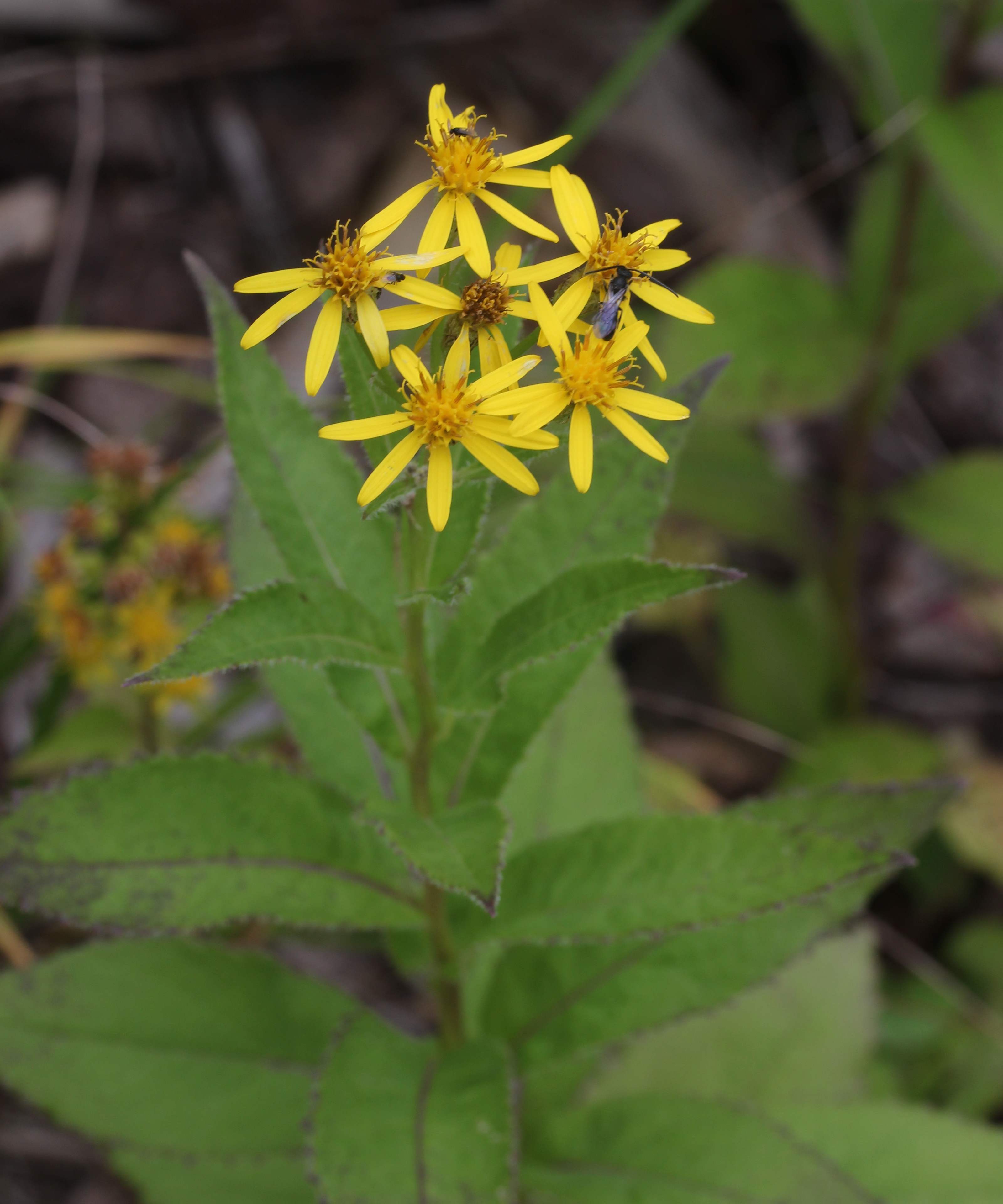
Infiorescenza

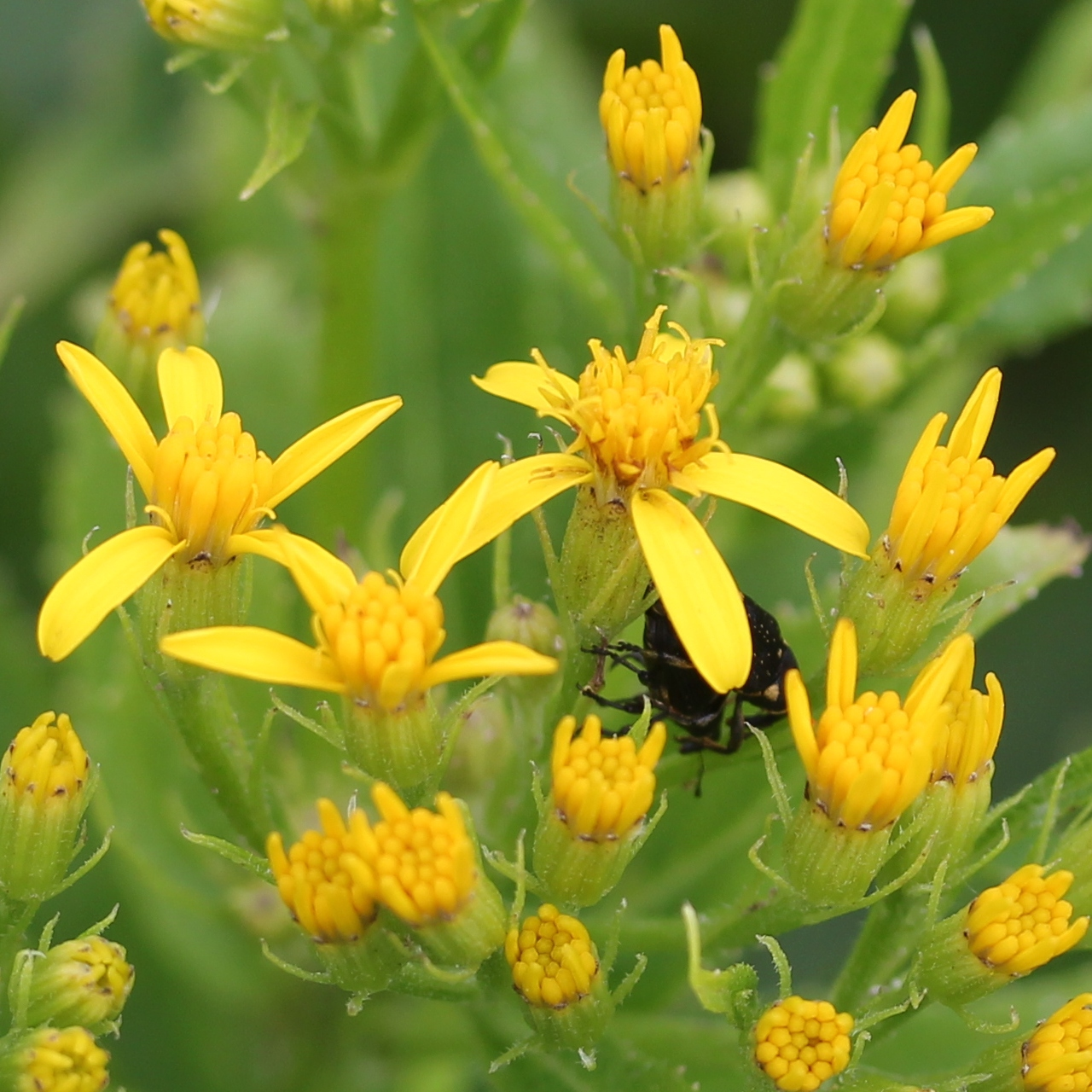
I fiori

Habitus. La forma biologica è emicriptofita scaposa (H scap), ossia in generale sono piante erbacee, a ciclo biologico perenne, con gemme svernanti al livello del suolo e protette dalla lettiera o dalla neve e sono dotate di un asse fiorale eretto e spesso privo di foglie. La superficie generalmente è glabra, oppure può essere pubescente per peli semplici o ghiandolari. Altezza media: 6-12 dm.
Radici. Le radici in genere sono secondarie da rizoma; sono fascicolate ma senza stoloni.
Fusto. La parte aerea è più o meno eretta (a volte a zig-zag); semplice o ramosa. La superficie è striata e glaucescente.
Foglie. Le foglie in genere sono cauline disposte in modo alternato. Sono subsessili con forme lanceolate (circa 3 volte più lunghe che larghe) con apici acuminati; i margini sono dentati (dimensione dei denti: 1-2 mm). Le foglie superiori sono simili ma ridotte. Dimensione delle foglie: larghezza 40-50 mm; lunghezza 130-150 mm.
Infiorescenza. Le sinflorescenze sono composte da più capolini organizzati in formazioni corimbose ampie. Le infiorescenze vere e proprie sono formate da un capolino terminale peduncolato di tipo radiato. Alla base dell'involucro (la struttura principale del capolino) può essere presente un calice formato da alcune brattee fogliacee (lunghe quanto quelle interne). I capolini sono formati da un involucro, con forme cilindriche, composto da diverse brattee, al cui interno un ricettacolo fa da base ai fiori di due tipi: quelli esterni del raggio e quelli più interni del disco. Le brattee sono disposte in modo embricato di solito su una o due serie e possono essere connate alla base; la superficie è glabra con un ciuffo di peli all'apice. Il ricettacolo è nudo (senza pagliette a protezione della base dei fiori); la forma è piatta e spesso è denticolato. Dimensione dell'involucro: 2,5 × 6-7 mm. Dimensione delle brattee: 9-10 mm.
Fiori.  I fiori (fiori ligulati per capolino: 5) sono tetra-ciclici (formati cioè da 4 verticilli: calice – corolla – androceo – gineceo) e pentameri (calice e corolla formati da 5 elementi). Sono inoltre ermafroditi, più precisamente i fiori del raggio (quelli ligulati e zigomorfi) sono femminili; mentre quelli del disco centrale (tubulosi e actinomorfi) sono bisessuali o a volte funzionalmente maschili.
- Formula fiorale:

*/x K {\displaystyle \infty }, [C (5), A (5)], G 2 (infero), achenio
- Calice: i sepali del calice sono ridotti ad una coroncina di squame.
- Corolla: nella parte inferiore i petali della corolla sono saldati insieme e formano un tubo. In particolare le corolle dei fiori del disco centrale (tubulosi) terminano con delle fauci dilatate a raggiera con cinque lobi. Nella corolla dei fiori periferici (ligulati) il tubo si trasforma in un prolungamento ligulato, terminante più o meno con cinque dentelli. Il colore delle corolle di norma è giallo chiaro. Lunghezza dei fiori tubulosi: 8 mm.
- Androceo: gli stami sono 5 con dei filamenti liberi. La parte basale del collare dei filamenti può essere dilatata. Le antere invece sono saldate fra di loro e formano un manicotto che circonda lo stilo. Le antere normalmente sono senza coda ("ecaudate"). La struttura delle antere è di tipo tetrasporangiato, raramente sono bisporangiate. Il tessuto endoteciale è radiale o polarizzato. Il polline è tricolporato (tipo "helianthoid").[13]
- Gineceo: lo stilo è biforcato con due stigmi nella parte apicale. Gli stigmi sono troncati; possono avere un ciuffo di peli radicali o in posizione centrale; possono inoltre essere ricoperti da minute papille; altre volte i peli sono di tipo penicillato. Le superfici stigmatiche sono due e separate. L'ovario è infero uniloculare formato da 2 carpelli.
- Antesi: da luglio ad agosto.

Frutti. I frutti sono degli acheni con pappo. La forma degli acheni è più o meno affusolata. La superficie è percorsa da alcune coste longitudinali con ispessimenti marginali, e può essere glabra o talvolta pubescente. Non sempre il carpoforo è distinguibile. Il pappo, persistente o caduco, è formato da numerose setole snelle e bianche (lisce o barbate); le setole possono inoltre essere connate alla base.

## Biologia
Impollinazione: l'impollinazione avviene tramite insetti (impollinazione entomogama tramite farfalle diurne e notturne).

Riproduzione: la fecondazione avviene fondamentalmente tramite l'impollinazione dei fiori (vedi sopra).

Dispersione: i semi (gli acheni) cadendo a terra sono successivamente dispersi soprattutto da insetti tipo formiche (disseminazione mirmecoria). In questo tipo di piante avviene anche un altro tipo di dispersione: zoocoria. Infatti gli uncini delle brattee dell'involucro (se presenti) si agganciano ai peli degli animali di passaggio disperdendo così anche su lunghe distanze i semi della pianta. Inoltre per merito del pappo il vento può trasportare i semi anche a distanza di alcuni chilometri (disseminazione anemocora).

## Distribuzione e habitat
Il Senecio nemorensis si trova in Europa orientale, ma anche in Anatolia, Transcaucasia, Siberia e Asia orientale fino al Giappone. L'habitat preferito per queste piante sono i boschi umidi e le forre. Sui rilievi alpini, in Italia, queste piante si possono trovare fino a quote comprese tra 800 e 2200 m s.l.m.

## Tassonomia
La famiglia di appartenenza di questa voce (Asteraceae o Compositae, nomen conservandum) probabilmente originaria del Sud America, è la più numerosa del mondo vegetale, comprende oltre 23 000 specie distribuite su 1 535 generi, oppure 22 750 specie e 1 530 generi secondo altre fonti (una delle checklist più aggiornata elenca fino a 1 679 generi). La famiglia attualmente (2021) è divisa in 16 sottofamiglie; la sottofamiglia Asteroideae è una di queste e rappresenta l'evoluzione più recente di tutta la famiglia.

### Filogenesi
Il genere di questa voce appartiene alla sottotribù Senecioninae della tribù Senecioneae (una delle 21 tribù della sottofamiglia Asteroideae). La struttura della sottotribù è molto complessa e articolata (è la più numerosa della tribù con oltre 1 200 specie distribuite su un centinaio di generi) e al suo interno sono raccolti molti sottogruppi caratteristici le cui analisi sono ancora da completare. Il genere di questa voce è il principale della sottotribù con quasi 1 500 specie. Nell'ambito della filogenesi delle Senecioninae Senecio è polifiletico e molti sue specie sono attualmente "sparse" tra gli oltre 100 generi della sottotribù. Senecio s.str. è posizionato più o meno alla base della sottotribù  (è uno dei primi generi che si sono separati).
La specie di questa voce è a capo dell'"Aggregato di Senecio nemorensis". Questo gruppo è caratterizzato da cicli biologici perenni, da superfici con brevi ghiandole (subsessili), da radici fascicolate e stolonifere, da sinflorescenze con numerosi capolini e con calice basale dell'involucro (quello esterno) decisamente differenziato da quello interno (le brattee basali sono divergenti o patenti). Composizione dell'aggregato (nell'ambito della flora spontanea italiana): Senecio nemorensis, Senecio hercynicus, Senecio ovatus e Senecio cacaliaster.
La specie  Senecio nemorensis è individuata dai seguenti caratteri specifici:
- le foglie sono 3 volte più lunghe che larghe;
- le foglie superiori sono simili a quelle basali;
- le brattee del calice basale esterno all'involucro sono uguali a quelle interne.

Il numero cromosomico della specie è 2n = ##.

### Variabilità
Per questa specie sono riconosciute 5 entità intraspecifiche:
- Senecio nemorensis subsp. apuanus  (Tausch) Greuter .

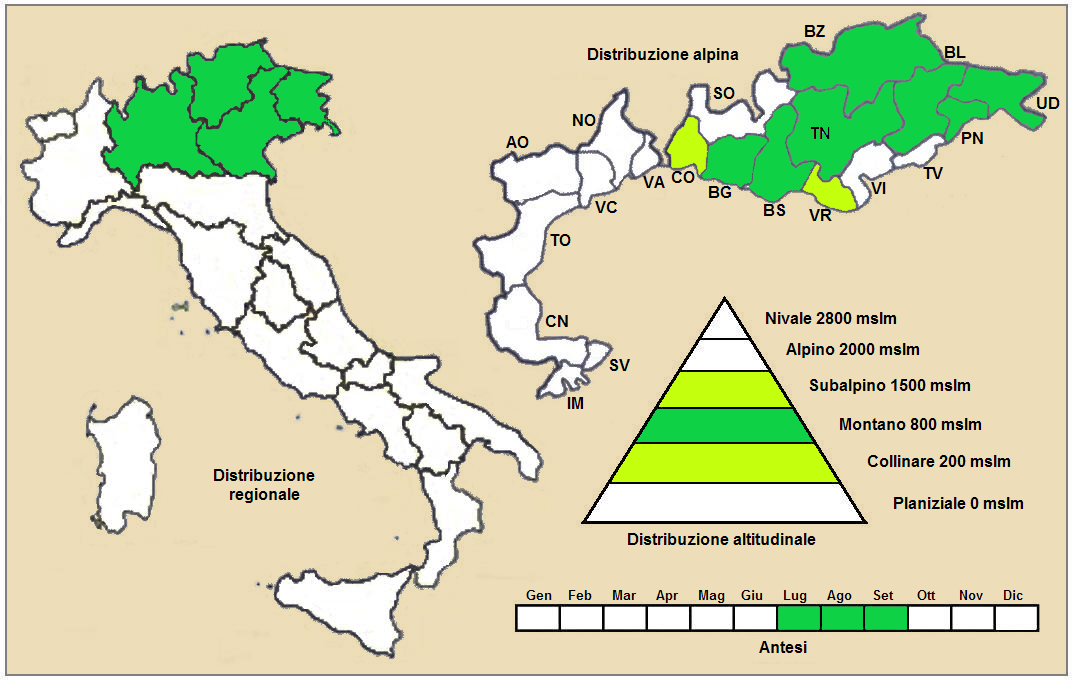
Distribuzione della subsp. glabratus (Distribuzione regionale – Distribuzione alpina)

- Descrizione: tutta la pianta è ricoperta da abbondanti peli increspati.
- Distribuzione: Italia (Alpi Apuane).
- Geoelemento: il tipo corologico (area di origine) è Endemico.

- Senecio nemorensis subsp. jacquinianus  (Rchb.) Čelak. .

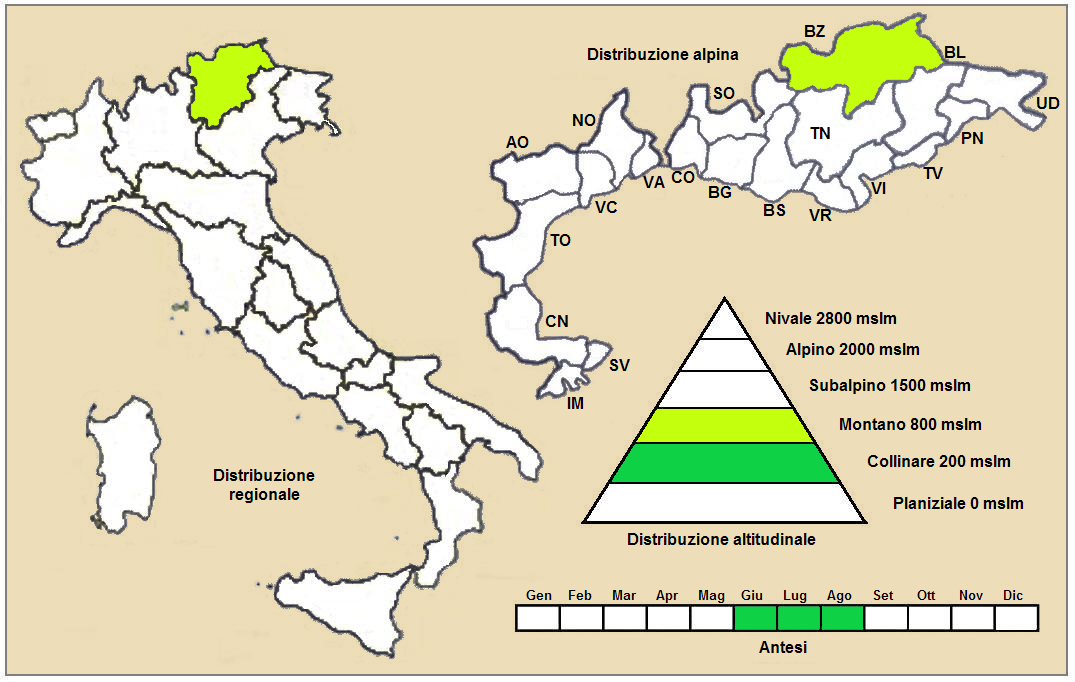
Distribuzione della subsp. jacquinianus (Distribuzione regionale – Distribuzione alpina)

- Descrizione: il fusto è sparsamente pubescente; la pagina inferiore delle foglie è glabra.
- Distribuzione: Italia (Trentino-Alto Adige?). Fuori dall'Italia si trova in Austria, Europa orientale, Transcaucasia e Caucsia settentrionale.
- Geoelemento: il tipo corologico (area di origine) è Centro Europeo / Caucasico.
- Habitat: il substrato preferito è calcareo ma anche siliceo con pH neutro, alti valori nutrizionali del terreno che deve essere umido.
- Distribuzione altitudinale: nelle Alpi queste piante frequentano i seguenti piani vegetazionali: collinare e in parte quello montano.
- Fitosociologia (Areale alpino): dal punto di vista fitosociologico alpino Senecio nemorensis appartiene alla seguente comunità vegetale:

Formazione: delle comunità delle macro- e megaforbie terrestri;
Classe: Epilobietea angustifolii
- Senecio nemorensis subsp. bulgaricus  (Velen.) Greuter  - Distribuzione: Penisola Balcanica e Anatolia.
- Senecio nemorensis subsp. glabratus (Herborg) Oberpr..

- Descrizione: tutta la pianta è glabra o sparsamente pubescente; le foglie hanno delle forme ellittico-ovate con base abbracciante; i fiori ligulati sono 4 - 7 per capolino
- Distribuzione: Italia (è una specie rara e si trova nel settentrione), Austria, Penisola Balcanica e Germania.
- Geoelemento: il tipo corologico (area di origine) è Centro Europeo / Caucasico / Illirico.
- Habitat: l'habitat preferito per questa sottospecie sono i boschi freschi e gli ambienti umidi (nella fascia delle latifoglie). Il substrato preferito è calcareo ma anche siliceo con pH neutro, alti valori nutrizionali del terreno che deve essere umido.
- Distribuzione altitudinale: nelle Alpi queste piante frequentano i seguenti piani vegetazionali: montano e in parte quello subalpino e quello collinare.
- Fitosociologia (Areale alpino): dal punto di vista fitosociologico alpino Senecio nemorensis appartiene alla seguente comunità vegetale:

Formazione: delle comunità delle macro- e megaforbie terrestri
Classe: Mulgedio-Aconitetea
Ordine: Calamagrostietalia villosae
Alleanza: Adenostylion
- Senecio nemorensis subsp. nemorensis - Distribuzione: Asia centrale e orientale.

### Sinonimi
Sono elencati alcuni sinonimi per questa entità:
- Sinonimi per la specie:

- Jacobaea nemorensis (L.) Moench

- Sinonimi per la subsp. apuanus:

- Senecio apuanus Tausch
- Senecio nemorensis var. apuanus (Tausch) Fiori
- Senecio nemorensis f. apuanus (Tausch) Fiori 

- Sinonimi per la subsp. bulgaricus:

- Senecio bulgaricus Velen.

- Sinonimi per la subsp. glabratus:

- Senecio germanicoglabratus Landolt
- Senecio germanicus subsp. glabratus  Herborg
- Senecio herborgii Soldano, Galasso & Banfi
- Senecio oberprieleri G.H.Loos

- Sinonimi per la subsp. jacquinianus:

- Senecio jacquinianus Rchb.
- Senecio fuchsii var. karaulensis Formánek
- Senecio germanicus  Wallr.
- Senecio germanicus var. karaulensis  (Formánek) Herborg

- Sinonimi per la subsp. nemorensis:

- Farobaea nemorensis Schrank ex Colla
- Jacobaea frondosa  Opiz.
- Senecio barrelieri  Hoppe ex DC.
- Senecio controversus F.Schultz ex Nyman
- Senecio fontanus  Wallr.
- Senecio frondosus  Tausch ex Rchb. 
- Senecio ganpinensis  Vaniot 
- Senecio kematongensis  Vaniot
- Senecio obscurus  Turcz. 
- Senecio octoglossus  DC.
- Senecio taiwanensis  Hayata
- Senecio tozanensis  Hayata

### Specie simili
La caratteristica più evidente della specie di questa voce è la scarsità dei ligulati del capolino. Altre specie di Senecio si presentano con questa caratteristica più o meno marcata come il Senecio sylvaticus (si differenzia per le foglie ridotte ad una lamina di 3-4 mm attorno alla nervatura centrale) o il Senecio vulgaris (anche questa specie si presenta con foglie fortemente lobate e strette). Le differenze morfologiche sono invece meno marcate tra le specie appartenenti all'"Aggregato di Senecio nemorensis":
- Senecio nemorensis subsp. jacquinianus: le foglie sono circa 3 volte più lunghe che larghe; i fiori ligulati sono da 4 a 8;
- Senecio ovatus: le foglie sono circa 5 volte più lunghe che larghe; i fiori ligulati sono da 4 a 8;
- Senecio cacaliaster: le foglie sono circa 5 volte più lunghe che larghe; i fiori ligulati sono da 0 a 3;
- Senecio hercynicus sono da 3 a 5 volte più lunghe che larghe con una media di 5 - 7 fiori ligulati per capolino.